# Innocenzo Cipolletta
Innocenzo Cipolletta (Roma, 8 dicembre 1941) è un economista e dirigente d'azienda italiano.
Fra i vari incarichi è stato, dal 2006 al 2010, presidente delle Ferrovie dello Stato.

## Biografia
Si è laureato in scienze statistiche presso l'Università la Sapienza di Roma nel 1965.
Presidente di UBS Fiduciaria, del Fondo Italiano d'Investimento, è anche Presidente di AIFI e di Assonime, Presidente della FEBAF, Presidente dell'Associazione per l'Economia della Cultura.
È stato direttore generale di Confindustria dal 1990 al 2000, presidente della Marzotto S.p.a.(dal 2000 al 2003), del Sole 24 ORE (dal 2004 al 2007) e di Ferrovie dello Stato (dal 2006 al 2010), dell'Università degli Studi di Trento (dal 2003 al 2018), Commissario del Palaexpo di Roma (dal 2015 al 2018).
Dal 2023 è presidente dell'Associazione Italiana Editori.
Ha ricoperto inoltre ruoli di funzionario e di dirigente all'OCSE (Organizzazione per la cooperazione e lo sviluppo economico) e all'ISCO (Istituto nazionale per lo studio della congiuntura).
Come docente universitario ha avuto incarichi di insegnamento all'Università la Sapienza di Roma, Facoltà di Scienze Statistiche, alla LUISS - Guido Carli di Roma, alla Cesare Alfieri di Firenze e all'Università di Reggio Calabria.
È consigliere di amministrazione della Fondazione Censis, di Laterza SpA, di Lunelli SpA e della Fondazione Lars Magnus Ericsson. Partecipa, tra gli altri, ai comitati scientifici della “Rivista di Politica Economica” e della “Fondazione del Nord Est”.
È socio di enti morali quali la Società italiana di statistica, la Società italiana degli economisti, la Società italiana di economia, demografia e statistica, l'Istituto Adriano Olivetti di Studi per la gestione economica e della azienda (ISTAO) e l'Istituto affari internazionali (IAI). È inoltre pubblicista e commentatore economico di quotidiani, oltre ad aver firmato numerosi articoli scientifici e libri.

## Incarichi attuali
- Presidente UBS Italia SIM S.p.A.
- Presidente del Comitato Promotore di Venezia Nordest capitale europea della cultura per il 2019
- Presidente FeBAF (Federazione Banche, Assicurazione e Finanza)
- Presidente AIFI (Associazione Italiana del Private Equity e Venture Capital)
- Presidente del Fondo Italiano d'Investimento
- Presidente Assonime
- Membro del Comitato scientifico della Fondazione Italia USA
- Membro del consiglio di amministrazione di Indesit Company S.p.A.
- Membro del consiglio di amministrazione di Ceramiche Piemme S.p.A.
- Membro del consiglio di amministrazione di iGuzzini illuminazione S.p.A.
- Membro del consiglio di amministrazione di Poltrona Frau S.p.A.
- Membro del consiglio di amministrazione di Laterza-Agorà
- Membro del consiglio di amministrazione di Lunelli S.p.A.
- Membro del consiglio di amministrazione di Civita Servizi
- Membro del consiglio di amministrazione della Fondazione Musica per Roma
- Membro del consiglio di amministrazione del GEI Associazione Italiana Economisti d'Impresa

## Opere
- Congiuntura economica e previsione. Teoria e pratica dell'analisi congiunturale, Il Mulino, 1992
- Banchieri, politici e militari, Editori Laterza, 2010
- “In Italia paghiamo troppe tasse” Falso!, Editori Laterza, 2014